# Linden (Pfalz)
Linden település Németországban, Rajna-vidék-Pfalz tartományban. Lakosainak száma 1154 fő (2023. december 31.).

## Népesség
A település népességének változása:
| Lakosok száma | 1221 | 1148 | 1145 | 1127 | 1107 | 1111 | 1154 |
|               | 1975 | 2014 | 2017 | 2019 | 2021 | 2022 | 2023 |